# Лутковские
Лутковские (пол. Lutkowski) — древний дворянский род.
Род внесён в VI часть родословных книг Смоленской, Тверской и Херсонской губерний Российской империи.

## История рода
Фёдор Лутковский жил в XVI веке. Внук его, Семён Иванович помещик — Ржевского уезда (1624) († 1666). Иван Истомович — помещик Великолуцкого уезда (1626—1627). Томило Истомович верстан поместным окладом в Великолуцком уезде (1626). Лука Семёнович отличился на службе в войне против Польши (1654). Лаврентий Семёнович отличился в войне с Польшей (1691). Иван Сергеевич (г.р. 1805) — генерал от артиллерии, кавалер ордена Святого Андрея Первозванного.

## Описание герба
Щит разделён диагонально к левому верхнему углу голубой полосой, на которой находится золотая стрела. Над полосой в золотом поле видна выходящая с правой стороны из облака рука с саблей (польский герб Малая Погоня), а внизу в серебряном поле зелёный крылатый змий.
Щит увенчан дворянскими шлемом и короной. Нашлемник: три страусовых пера. Намёт на щите голубой, подложенный золотом и серебром. Герб рода Лутковских внесён в Часть 6 Общего гербовника дворянских родов Всероссийской империи, стр. 62.

## Известные представители
- Лутковские: Пётр Алексеевич, Гаврила Лукин — стряпчие (1692—1693).
- Лутковской Ерофей Семёнович — воевода в Невеле (1662—1664), московский дворянин.
- Лутковские: Борис Лукин, Алексей Семёнович — московские дворяне (1666—1692).
- Лутковский Григорий Большой Ерофеевич — стряпчий (1682), стольник (1692).
- Лутковский Илья Ерофеевич — стольник царицы Прасковьи Фёдоровны (1692).
- Лутковский Михаил Ерофеевич — стольник (1696)[2][3].